# Elektrisk leder
 For alternative betydninger, se Leder.
En elektrisk leder er et legeme af stof, som kan lede elektrisk strøm. En elektrisk leder har en elektrisk resistivitet fra 0 Ω · m til ca. 10-5 Ω · m.
Har en elektrisk leder en eller flere isolationslag kaldes det samlet en ledning.
En leder som har en jævnstrøm resistivitet på eksakt 0 Ω · m er en superleder.